# Jean Harpedenne
Jean Harpedenne (sir John Harpeden the Elder) est un chevalier et administrateur anglais au service d'Édouard III d'Angleterre pendant la guerre de Cent Ans. Il exerce en France les charges de sénéchal de Saintonge (1371-1372) puis de sénéchal de Gascogne (1385-1389). Ses descendants s'installeront en France.

## Sénéchal de Saintonge (1371–1372)
Jean Harpedenne est sénéchal de Saintonge en 1371, sous les ordres du fils du roi Jean de Gaunt, alors lieutenant du duché d'Aquitaine. Quand le prince rentre en Angleterre en septembre 1371, il confie son château de La Roche-sur-Yon à Jean, Thomas Percy et Renaud de Vivonne. Ceux-ci prennent en charge ses frais d'entretien et payent un loyer annuel de 500 marks à Édouard de Woodstock, le Prince Noir, grâce aux revenus qu'ils tirent des biens qu'ils confisquent et des raids qu'ils mènent sur le territoire français.
En juin 1372, lorsque la flottille du Jean de Hastings, comte de Pembroke est bloquée à La Rochelle par une flotte castillane, il rassemble des hommes d'armes gascons des garnisons voisines, réquisitionne quatre barges et envoie des messagers au captal de Buch et à Thomas Felton. Il fait jonction avec les navires de Pembroke peu avant l'aube du 23 juin. Les Anglais perdent la bataille qui s'ensuit et Jean Harpedenne est capturé.
Il ne recouvre sa liberté qu'en 1378. Selon une rumeur, certainement apocryphe, il aurait été libéré pour s'être porté volontaire pour défendre la « divinité du Christ » en combat singulier contre deux païens « éthiopiens ».

## Sénéchal de Gascogne (1385–1389)
Jean Harpedenne revient en France en 1385, nommé sénéchal de Gascogne par Richard II le 1er mars 1385. Il remplace William le Scrope, à la différence duquel il est contraint de dépendre entièrement des recettes locales, ne recevant aucun argent de l'Échiquier pour la défense de la province.
Selon un rapport des conseillers de Jean Ier de Berry à Toulouse, Harpedenne passe rapidement à l'offensive contre les Français. Il lâche la bride aux Grandes compagnies anglo-gasconnes, qui accroissent considérablement leurs raids. Gailhard III de Durfort, qui deviendra plus tard lui-même sénéchal, attaque l'Agenais avec 500 hommes d'armes, tandis que Jean Harpedenne négocie avec les seigneurs locaux pour obtenir leur allégeance à la Couronne anglaise, diffusant des circulaires dans la région pour leur enjoindre de se soumettre. À l'automne de 1386, Jean a pris le contrôle de la majeure partie de l'Agenais et du Quercy.
Lorsque les Français passent à l'offensive à la fin de l'été 1387, Harpedenne organise simultanément la défense du Bordelais contre une invasion royale et celle de l'Agenais contre le comte Jean III d'Armagnac.
John Trailly lui succède le 25 juin 1389.

## Descendance
Jean Harpedenne a épousé en secondes noces Catherine Sénéchal, fille de Guy Sénéchal, seigneur de Morthemer et de Radegonde Béchet. On ignore si le couple a eu des enfants.
Au début des années 1360 il fut marié en premières noces avec Jeanne, fille d'Olivier IV de Clisson et de Jeanne de Belleville . Leur fils Jean est élevé dans la famille du frère aîné de Jeanne, Olivier V, comme un authentique Poitevin. Il est peu probable que père et fils se soient revus après 1372 : quand Harpedenne revint en France en 1385, Jean est courtisan à la cour de Charles VI.